# Tethysbaena siracusae
Tethysbaena siracusae is een bronkreeftjessoort uit de familie van de Monodellidae. De wetenschappelijke naam van de soort is voor het eerst geldig gepubliceerd in 1994 door Wagner.